# Wille Mäkelä
Wille Mäkelä (* 2. März 1974 in Hyvinkää) ist ein finnischer Curler.
Mäkeläs erste Medaille auf internationaler Ebene war eine Bronzemedaille bei der Weltmeisterschaft 1998 in Kamloops, als er auf der Position Third im finnischen Team spielte. 2000 konnte er diesen Erfolg in Glasgow wiederholen.
Bei Europameisterschaften war Mäkelä ebenfalls erfolgreich. Im Jahr 1999 in Chamonix und 2001 in Vierumäki gewann er die Bronzemedaille. Den Titel des Europameisters gewann Mäkelä 2000 in Oberstdorf. 
Ebenfalls als Third spielte Mäkelä bei den Olympischen Winterspielen 2006 in Turin im Team Finnland mit Skip Markku Uusipaavalniemi, Second Kalle Kiiskinen, Lead Teemu Salo und Alternate Jani Sullanmaa. Hier erreichte die Mannschaft das Finale, das man mit 4:10 gegen die Mannschaft von Skip Brad Gushue aus Kanada verlor.